# جون فيرغسون (سياسي)
جون فيرغسون هو فلاح وسياسي كندي، ولد في 17 أبريل 1840، وتوفي في 7 يوليو 1908. انتخب عضو مجلس العموم الكندي عن دائرة Renfrew South (federal electoral district) ‏ (8 فبراير 1887 – ).